# Мікрополіфонія
Мікрополіфонія в теорії музики — це особлива, авангардистська манера поліфонічного письма, розроблена угорським композитором Дьордем Лігеті. Згодом мікрополіфоніческой техніці наслідували й інші композитори XX століття.
Суть і новаторство цієї техніки полягає у надзвичайно стислому розташуванні голосів по висоті. При цьому партитура має структуру канону, однак голоси рухаються в різних темпах та ритмічних малюнках, складаючись в щільні кластери, що безперервно змінюються.

Фрагмент партитури «Реквієму», партії перших сопрано

За словами самого Лігеті, «неможливо розчути поліфонію, сам канон. Чується лише суцільна фактура, щось на зразок щільно змотаного клубка павутини. Всі мої мелодійні лінії витримані не менш суворо, ніж у Палестріни або фламандців, але поліфонічні правила тут задані мною. Багатоголосий лад не просвічує, він залишається прихований в мікроскопічному, підводному світі, нечутні для нас. Я називаю це мікрополіфонією (яке красиве слово!)». Найбільш раннє вживання техніки зустрічається у другій частині оркестрових «Видінь» (1959 р.) За ними слідують оркестрові «Атмосфери»; «Реквієм» для солістів, хору та оркестру; хор а капела «Lux aeterna» та «Віддалення» для оркестру.
Всупереч виникаючому часом помилковому враженню, в мікрополіфонічній техніці Лігеті використовується лише традиційний хроматичний дванадцатиступеневий звукоряд, хоча виняткова щільність фактури створює відчуття використання дрібних інтервалів. Композиційно мікрополіфонічні фрагменти творів Лігеті нескладні, проте багато голосів, їх навмисна «сплутаність» та практично невідчутна присутність тонального ряду висувають високі вимоги до професійного рівня виконавців.